# Monacia-d'Orezza
 Monacia-d'Orezza  là một xã ở tỉnh Haute-Corse trên đảo Corse, Pháp. Xã này có diện tích 4,52 km², dân số năm 1999 là 30 người. Khu vực này có độ cao 590 mét trên mực nước biển.